# غول و دوچرخه
غول و دوچرخه یک داستان فارسی در حوزهٔ کودک و نوجوان نوشتهٔ احمد اکبرپور است که در سال ۱۳۸۷ منتشر شد. این کتاب به‌عنوان کتاب سال شورای کتاب کودک برگزیده شد.